# José María Alemán
José María Alemán (Panamá, Gran Colombia, 17 de marzo de 1830 - ibíd., 4 de agosto de 1887) fue un escritor romántico, político y crítico literario colombiano.
Sus poesías oscilan entre lo popular, lo festivo y lo culto. Publicó poemas como Recuerdos de juventud (1872), Crepúsculos de la tarde (1882) y una obra de teatro Amor y suicidio (1876), considerada la segunda obra teatral realizada en Panamá.
Fue colaborador de los periódicos El Céfiro y El Crepúsculo, del cual fue su editor.
En el Gobierno del Estado Federal del Istmo ocupó los cargos de diputado y secretario. También fue magistrado de la Corte Superior de Justicia, senador de Colombia y representante del Estado de Panamá.

## Obras
- Recuerdos de juventud (1872, Bogotá, prosa y poesía)
- Amor y Suicidio (1876, Panamá, teatro)
- Crepúsculos de la Tarde (2022, Bogotá )